# Glenea elegans
Glenea elegans é uma espécie de escaravelho da família Cerambycidae.  Foi descrito por Olivier em 1795, originalmente baixo o genus Saperda.  É conhecida a sua existência na Malásia, Tailândia, Sumatra, e Java.

## Varietas
- Glenea elegans var. affinis Ritsema, 1892
- Glenea elegans var. clytia Thomson, 1879
- Glenea elegans var. delia Thomson, 1860